# Валдхайм
Валдхайм (на немски: Waldheim) е град в Германия, разположен в окръг Средна Саксония, провинция Саксония. Намира се на 28 км северно от град Кемниц. Населението на града е 8992 души (по приблизителна оценка от декември 2017 г.).
Във Валдхайм е роден зоологът Йохан Фишер фон Валдхайм (1771-1853).